# Río Cibin
El río Cibin (en alemán: Zibin; en húngaro: Szeben) es un río del centro de Rumanía, en la parte sur de Transilvania. Nace cerca del pico más alto de los montes Cindrel (conocidos también como montes Cibin) de los Cárpatos meridionales. Aguas arriba de su confluencia con el Râul Mic, el río se llama también Râul Mare. El río fluye en su totalidad en el condado de Sibiu.
Es un importante afluente del río Olt, que desemboca en éste cerca de Tălmaciu, en las inmediaciones de la estación de ferrocarril de Podu Olt. Su longitud es de 82 km y el tamaño de su cuenca es de 2.194 km².
El río forma la depresión (Depresión de Sibiu) en la que se encuentra la ciudad de Sibiu, por la que fluye. Cerca de las montañas, el río fluye por la zona de Mărginimea Sibiului, conocida por sus fuertes tradiciones rumanas. Dos de los mayores municipios del condado de Sibiu -Gura Râului y Orlat- están situados en las orillas del río.
La importancia económica del río proviene de la presa situada cerca de Gura Râului, que, además de generar energía eléctrica, representa la mayor fuente de agua potable para la ciudad de Sibiu. También hay algunas canteras de áridos para la construcción situadas en el río.

## Tributarios
Los siguientes ríos son afluentes del río Cibin (desde el nacimiento hasta la desembocadura):
Izquierda: Râul Mic, Breaza, Săliște (cerca de Orlat), Rusciori, Fărmăndola, Hârtibaciu (cerca de Veștem).
Derecha: Niculești, Măciuca, Crăciuneasa, Izvorul de la Degnaza, Păltiniș, Valea Cărbunarului, Valea Mare, Mărăjdia Veche, Valea Lupului, Valea Aurie, Valea Săpunului, Sebeș, Cisnădie, Valea Tocilelor, Valea Sărății, Sadu (cerca de Tălmaciu), Lungșoara.